# Bloomingdale (Georgia)
Bloomingdale es un pueblo ubicado en el condado de Chatham en el estado estadounidense de Georgia. En el censo de 2000, su población era de 2665.

## Demografía
En el 2000, la renta per cápita promedia del hogar era de $44 300, y el ingreso promedio para una familia era de $49 205. El ingreso per cápita para la localidad era de $21 771. Los hombres tenían un ingreso per cápita de $42 073 contra $23 261 para las mujeres.

## Geografía
Bloomingdale se encuentra ubicado en las coordenadas 32°7′27″N 81°18′26″O / 32.12417, -81.30722 (32.124122, -81.307211).
Según la Oficina del Censo, la localidad tiene un área total de 34,4 km² (13,3 mi²), de la cual 34,1 km² (13,2 mi²) es tierra y 0,3 km² (0 mi²) (0.8 %) es agua.